# IC 531
IC 531 ist eine Balken-Spiralgalaxie mit ausgedehnten Sternentstehungsgebieten vom Hubble-Typ SBab im Sternbild Hydra südlich des Himmelsäquators. Sie ist schätzungsweise 227 Millionen Lichtjahre von der Milchstraße entfernt und hat einen Durchmesser von etwa 115.000 Lj. 
Das Objekt wurde am 9. März 1893 vom französischen Astronomen Stéphane Javelle entdeckt.